# Gargoyle's Quest
Gargoyle's Quest: Ghosts 'n Goblins (レッドアリーマー 魔界村外伝?, Red Arremer: Makaimura Gaiden) è un videogioco a piattaforme sviluppato e pubblicato da Capcom nel 1990 per Game Boy. Spin-off di Ghosts 'n Goblins, il gioco vede come personaggio giocante il gargoyle Firebrand, antagonista in altri titoli della serie, che sarà protagonista dei seguiti Gargoyle's Quest II (per Nintendo Entertainment System) e Demon's Crest (per Super Nintendo Entertainment System).
Una conversione del videogioco è stata distribuita per Nintendo 3DS tramite Virtual Console.

## Modalità di gioco
Gargoyle's Quest presenta le caratteristiche di un platform in stile Metroid con elementi di gameplay tipici dei videogiochi di ruolo.

## Colonna sonora
I temi musicali sono stati composti da due donne, Harumi Fujita e Yōko Shimomura.